# كريستيان لو
كريستيان لو (بالصينية: 陆永安) (بالفرنسية: Christian Lu)‏ هو رسام فرنسي وصيني، ولد في 18 مارس 1951 في شانغهاي في الصين.

## معرض صور

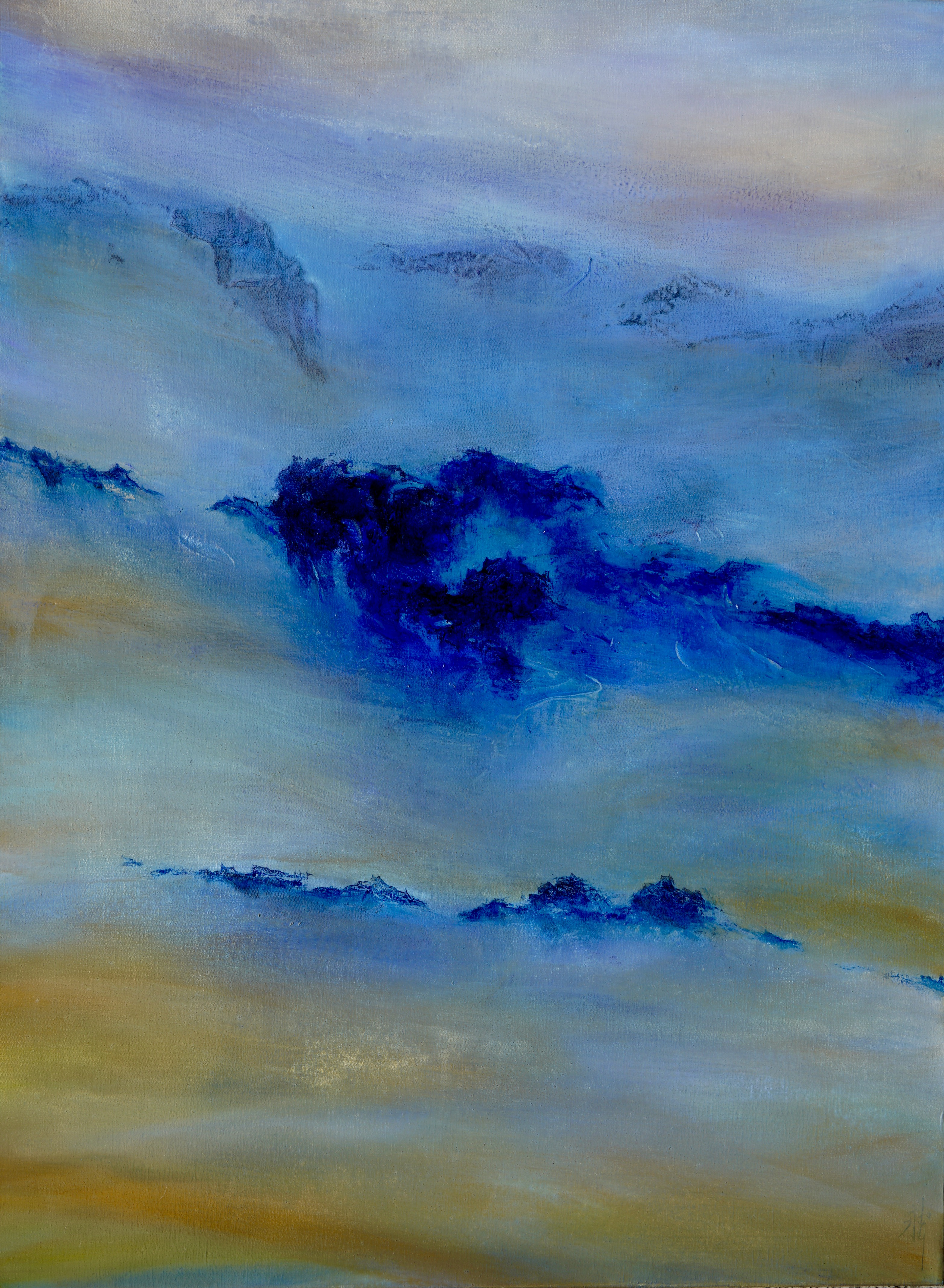
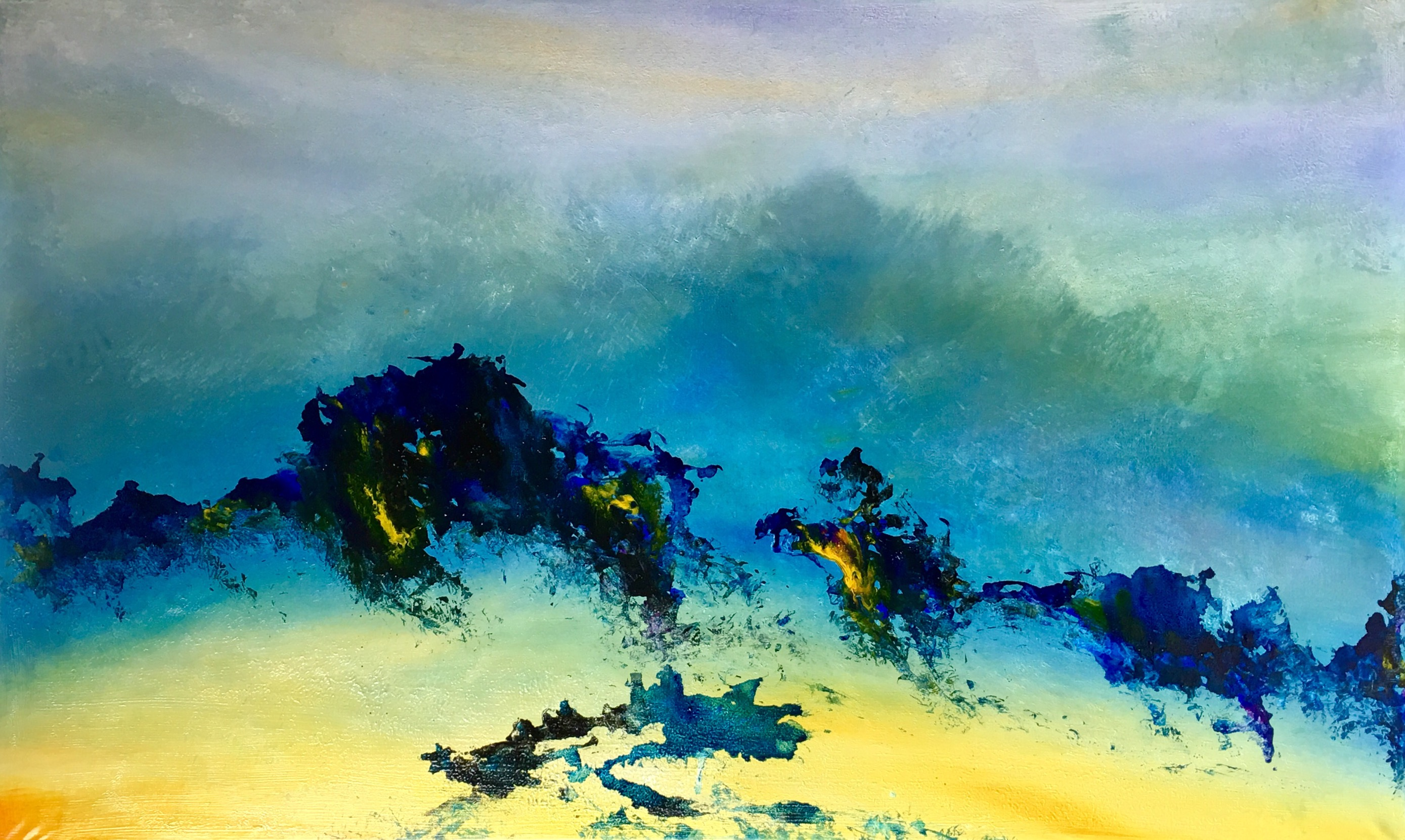
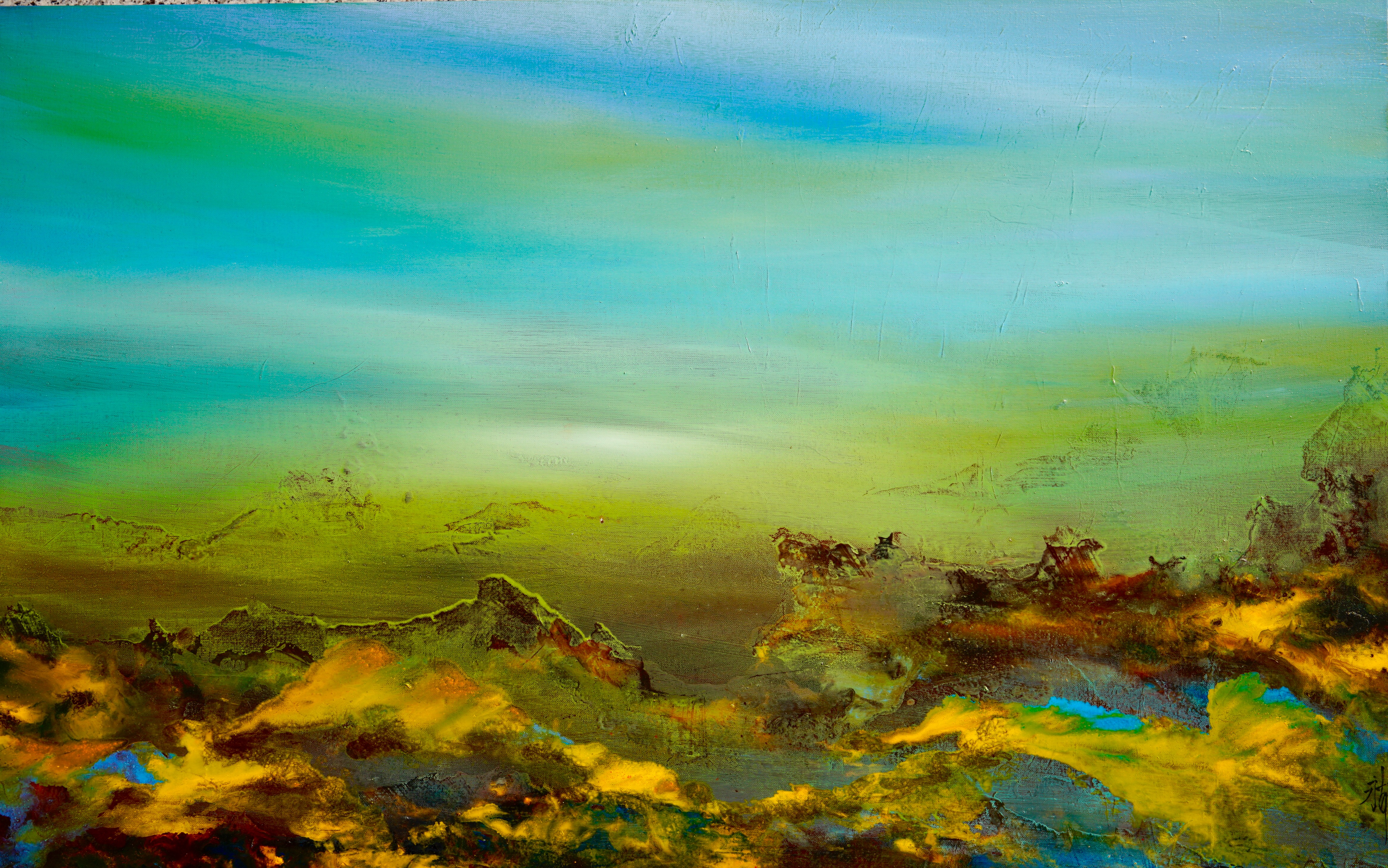

## وصلات خارجية
- الموقع الرسمي